# B. Szabó János
B. Szabó János (Cegléd, 1969) magyar történész és művészettörténész. Kutatási területei közé tartozik a magyar történelem a korai középkortól a kora újkorig (9–17. század), valamint a középkori és kora újkori magyar és egyetemes hadtörténet.

## Tanulmányai
1988 és 1995 között az Eötvös Loránd Tudományegyetem Bölcsészettudományi Karának hallgatója volt, ahol 1993-ban művészettörténész, 1995-ben pedig történelem szakos középiskolai tanári diplomát szerzett. Tudományos (PhD) fokozatát 2016-ban a Debreceni Egyetemen szerezte meg.

## Munkássága
1993 és 2000 között a Magyar Nemzeti Múzeum Történelmi Képcsarnokában dolgozott kutatóként. 2000 és 2004 között számítógépes játékfejlesztésben vett részt, majd 2004 és 2007 között szabadúszó íróként és kutatóként tevékenykedett. 2007 és 2019 között a Budapesti Történeti Múzeumban (BTM) először marketing-, majd projektmenedzserként dolgozott, 2019-től pedig a BTM Középkori Osztályának történésze. 2018 és 2020 között a Magyar Tudományos Akadémia Bölcsészettudományi Kutatóközpontjában volt kutató. Jelenleg a Magyarságkutató Intézet Történeti Kutatóközpontjának vezetője. Gyakori szerzőtársa Sudár Balázs.

## Kitüntetései
- Perjés Géza-díj (2009)[1]

## Fontosabb művei
- Az Erdélyi Fejedelemség hadserege; Zrínyi, 1996, Budapest
- A mohácsi csata; Corvina, Budapest, 2006
- A tatárjárás - A mongol hódítás és Magyarország; Corvina, Budapest, 2007
- Magyarország hadtörténete I. A kezdetektől 1526-ig; Zrínyi, Budapest, 2017
- Magyarország hadtörténete II. Az oszmán hódítás kora 1526-1718; Zrínyi, Budapest, 2020

### Társszerzőként
- Vgec-ügyek – Egy elfeledett ősapa [A forgotten forefather named Vgec]; B. Szabó János – Sudár Balázs, Archeolingua Alapítvány, Budapest-Esztergom, 2017
- Kende és gyula? A magyar kettős fejedelemség teóriájától a forrásokig [From the Theory of the Hungarian Dual Princedom to the Sources]; B. Szabó János – Sudár Balázs, Századok 153., 5. szám, 2019
- Gyula népe. Madzsgarok a 10. századi muszlim földrajzi irodalomban; B. Szabó János – Sudár Balázs; BTK MŐT, 2022